# 北美冬青
北美冬青（常見於以本物種製作之精油的成份列表），又名輪生冬青、冬莓、黑榿木、珊瑚莓 、密西根冬青、加拿大冬青等名稱，是北美洲東部的一個冬青物種。本物種是美国及加拿大東南部的特有種，分佈於東起纽芬兰岛以西至安大略省、南至明尼蘇達州及亚拉巴马州。可藥用或作提煉精油。
本物種一般只見於湿地，偶爾也會於沙丘或草地出現。北美冬青的漿果是多種鳥類的重要食物來源，例如旅鶇。此外，現時也常被用作園藝用植物，特別是聖誕節前後期間。

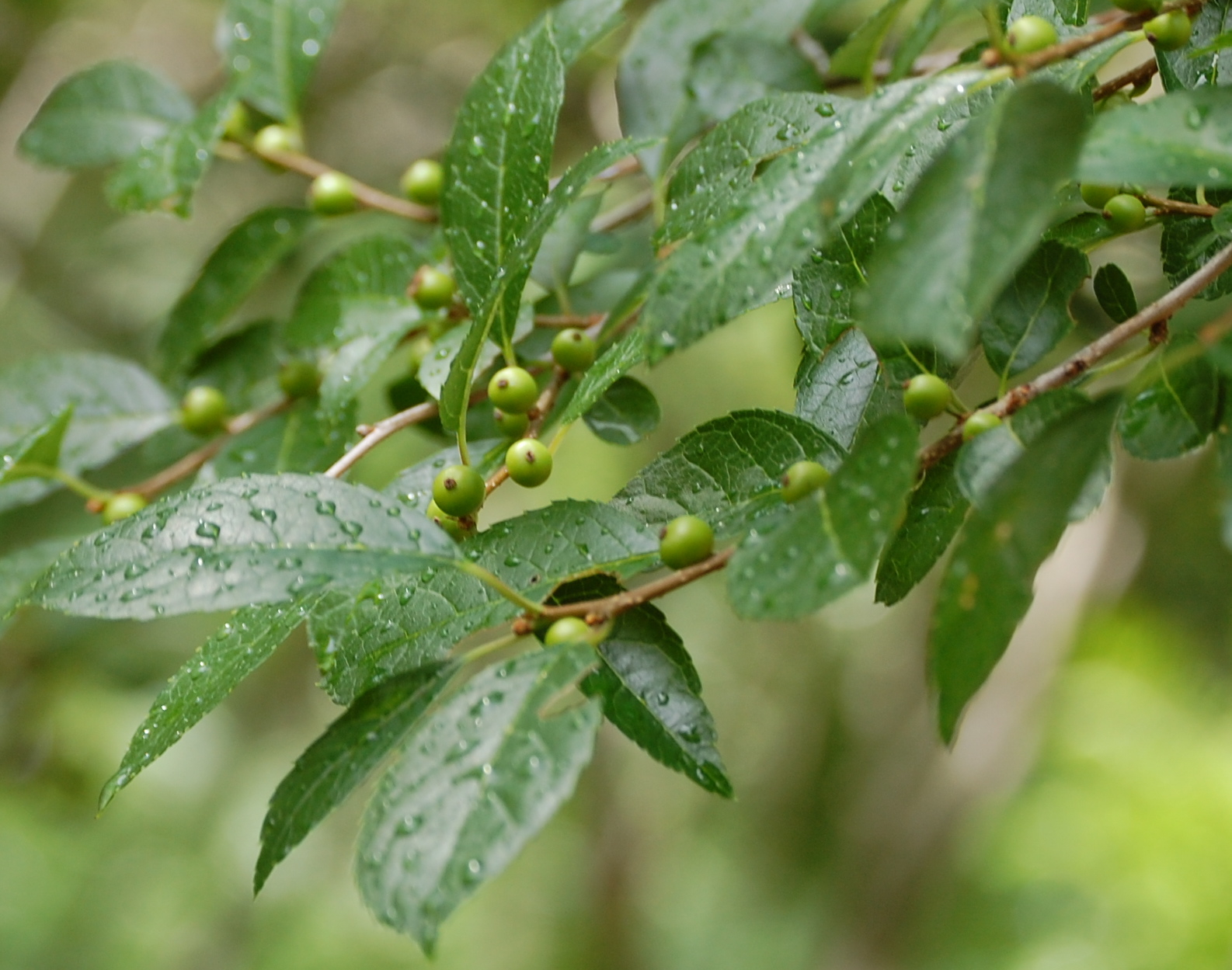
Foliage and unripe fruit in summer
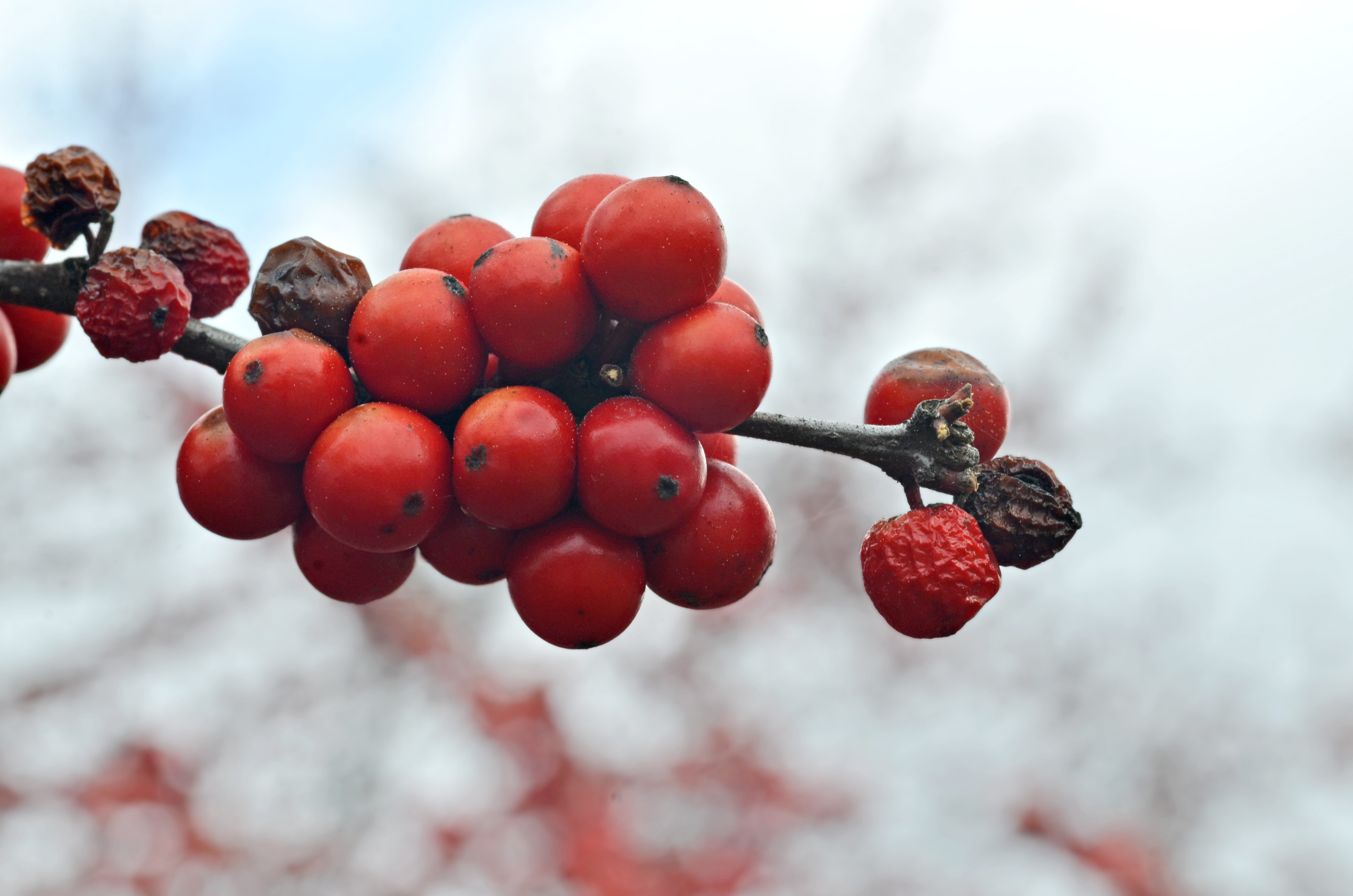
Fruit in the winter

## 外部連結
- 維基物種上的相關：北美冬青